# Trzebiesławice (Dąbrowa Górnicza)
Trzebiesławice ist ein Stadtteil von Dąbrowa Górnicza, in der Woiwodschaft Schlesien in Polen.

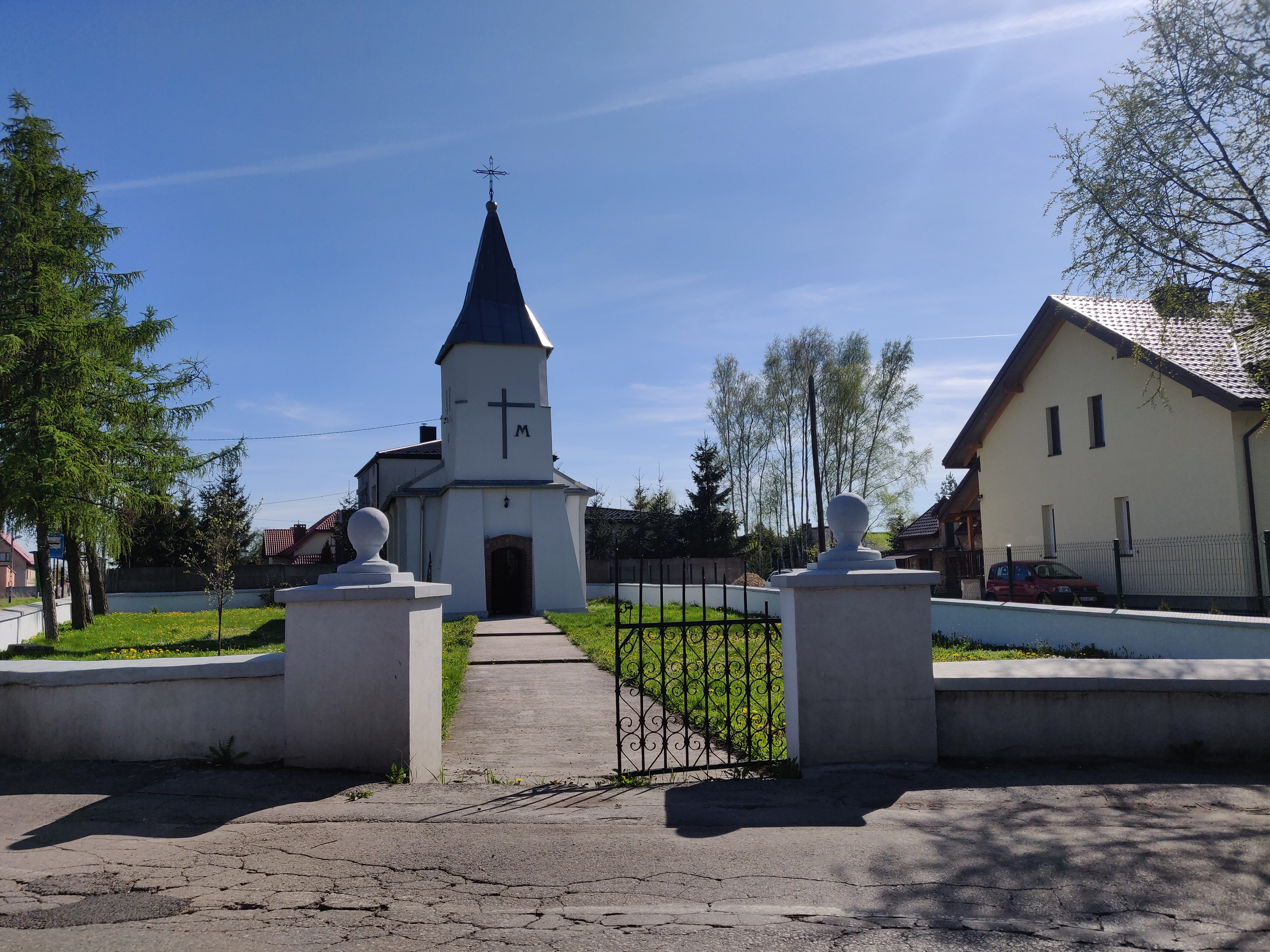
Eine Kapelle

## Geschichte
Der Ort wurde im Jahr 1224 erstmals urkundlich erwähnt, als der Zehnt des Dorfs und der drei anderen Ortschaften (Czastkowic, Chruszczobród und Najdziszów) vom Krakauer Bischof Iwo Odrowąż an die Kirche in Sanchow verliehen wurde.
Der Ort liegt im Gebiet um Siewierz, das um 1177 aus dem Herzogtum Krakau bzw. Kleinpolen ausgegliedert wurde und an das schlesische Herzogtum Ratibor fiel, ab 1337 gehörte Siewierz zum Herzogtum Teschen unter Lehnsherrschaft des Königreichs Böhmen. Das Herzogtum Siewierz mit dem Dorf Trzchiesławice wurde im Jahr 1443 vom Teschener Herzog Wenzel I. dem Krakauer Bischof Zbigniew Oleśnicki verkauft. Im späten 16. Jahrhundert unterstand der Ort der Pfarrei in Siewierz.
Erst 1790 wurde das Herzogtum Siewierz formal an das Königreich Polen-Litauen angegliedert und war der Woiwodschaft Krakau administrativ angegliedert. Nach der dritten Teilung Polens von 1795 gehörte das Dorf bis 1807 zu Neuschlesien. 1807 kam es ins Herzogtum Warschau und 1815 ins neu entstandene russisch beherrschte Kongresspolen.
Nach dem Ende des Ersten Weltkriegs kam Trzebiesławice zu Polen, Woiwodschaft Kielce. Beim Überfall auf Polen 1939 wurde das Gebiet von den Deutschen besetzt und dem Landkreis Bendsburg im neuen „Ostoberschlesien“ zugeordnet.
Von 1945 bis 1950 gehörte Trzebiesławice zur Woiwodschaft Schlesien, bis zum Jahr 1998 zur Woiwodschaft Katowice.
1975–1977 wurde der Ort vorläufig an die Stadt Ząbkowice eingemeindet, erst 1993 wurde Trzebiesławice nach Dąbrowa Górnicza eingemeindet.